# Гемодиализ в ветеринарии
Гемодиализ в ветеринарии — процесс экстракорпорального очищения крови, пришедший в ветеринарию из человеческой медицины, но претерпевший существенные изменения, коснувшиеся, в первую очередь, точек забора и возврата крови в экстракорпоральном контуре, диаметрально отличающихся от «гуманного». Так же существенно изменились магистрали вышеуказанного контура и химический состав дализата.

## Сущность метода
Во время процедуры гемодиализа происходит удаление из крови токсических веществ путём диффузии и ультрафильтрации, интенсивность которых зависит от характеристик полупроницаемой мембраны, находящейся в диализаторе — капсуле, в которой непосредственно происходит гемодиализ.
Диффузия, как и все другие процессы, во время гемодиализа осуществляется через специальную полупроницаемую мембрану, с одной стороны которой движется кровь пациента, а с другой — диализат. Принцип «противотока» здесь является необходимым — чем больше разница скоростей потоков, тем больше эффективность метода. В зависимости от размера пор и площади мембраны, из крови могут удаляться вещества с различной молекулярной массой. У кошки это мочевина, креатинин, фенолы, электролиты.
Ультрафильтрация происходит за счёт трансмембрального давления, которое образуется за счёт разницы давлений кровяного и диализного контура. Проблема и сложность ветеринарного гемодиализа состоит в том, что исходно объём крови пациента очень мал, поэтому для полноценного диализа необходима специальная магистраль и диализатор минимального объёма наполнения — 60 ml в сумме, кроме того, надёжно зафиксированный пациент, и надёжный доступ к артериям, с хорошим потоком крови.

## Особенности выполнения процедуры у животных
- Обеспечение постоянного кровопотока на скорости не менее 50ml/min. Как правило, животные с патологией почек находятся в состоянии сильной дегидратации, что существенно ухудшает реологию крови. Эта проблема решается при помощи внутривенных катетеров большего диаметра, имплантируемых в сонные артерии пациента. В результате обе точки — и забора и возврата крови, находятся в артериальном русле. Для такого расположения катетеров аппарат не предназначен, его необходимо «перепрошивать» — изменять допустимые пределы отсечек давлений контуров в программном обеспечении аппарата.
- Разница скорости потоков крови и диализата. Аппарат не способен создать требуемое ТМД (трансмембранное давление) при нужной скорости диализата, без специальной перепрошивки со стороны диализной службы ТО.
- Фиксация животного во время проведения процедуры. При почечной патологии, наркоз может привести к летальному исходу, поэтому используется фиксация с помощью физической силы.
- Реологическая константа крови, вместе с нестабильной коагулограммой. Для того, чтобы кровь пациента не свернулась в экстракорпоральном контуре, в неё добавляется антикоагулянт — гепарин. Сложность состоит в том, что в течение процедуры коагулограмма меняется, так же как изменяются и реологические свойства крови. Эта проблема была решена путём мониторинга on-line, каждый 15-минутный интервал процедуры.
- Биохимия диализата. Вследствие двустороннего протекания диффузионного процесса в диализаторе, электролиты крови в конце процедуры выравниваются с электролитами диализата. Электролитный состав диализата должен полностью соответствовать электролитному составу нормы биохимии кошки.

## Показания
- ОПН — острая почечная недостаточность.
- ХПН — хроническая почечная недостаточность.
- Интоксикация.